# Choi Min-sik
Choi Min-sik (kor. 최민식; ur. 30 maja 1962 w Seulu) – południowokoreański aktor.
Zanim rozpoczął karierę filmową, był aktorem teatralnym. Zadebiutował pod koniec lat 80. rolami w filmach Park Chong-wona Kuro Arirang i Urideului ilgeuleojin yeongung (ang. Our Twisted Hero). Międzynarodowa popularność przyniosła mu główna rola w filmie Oldboy (reż. Park Chan-wook), zdobywcy Grand Prix na Festiwalu w Cannes w 2004 roku. Kolejnymi ważnymi dokonaniami w karierze aktora były filmy Pani Zemsta (2005) oraz Ujrzałem diabła (2010).

## Filmografia
- 1989: Kuro Arirang
- 1992: Our Twisted Hero (kor. Urideului ilgeuleojin yeongung)
- 1993: Sara Is Guilty (kor. Urideului ilgeuleojin yeongung)
- 1994: Seoul's Moon (kor. Seoul ui dal)
- 1997: No. 3
- 1998: The Quiet Family (kor. Choyonghan kajok)
- 1999: Swiri
- 1999: Happy End (kor. Haepi-endeu)
- 2001: Failan
- 2002: Chihwaseon (ang. Strokes of Fire)
- 2003: Oldboy
- 2004: Braterstwo broni
- 2004: Springtime (kor. Ggotpineun bomi omyeon)
- 2005: Crying Fist (kor. Saraneun yujoi)'
- 2005: Pani Zemsta
- 2008: Himalaje, gdzie mieszka wiatr
- 2010: Ujrzałem diabła
- 2014: Lucy